# Bracon docilis
Bracon docilis är en stekelart som beskrevs av Cameron 1911. Bracon docilis ingår i släktet Bracon och familjen bracksteklar. Inga underarter finns listade.